# Dindica basiflavata
Dindica basiflavata är en fjärilsart som beskrevs av Moore. Dindica basiflavata ingår i släktet Dindica och familjen mätare. Inga underarter finns listade i Catalogue of Life.

## Bildgalleri

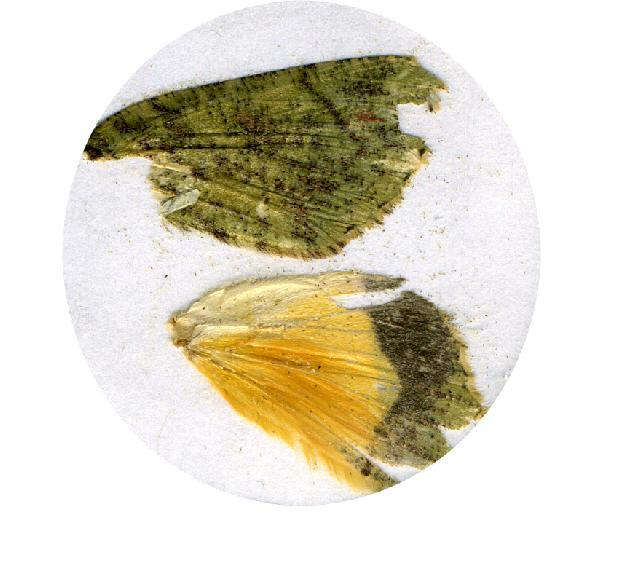